# Bernhard Rein
Bernhard Rein (* 7. Novemberjul. / 19. November 1897greg. in Tallinn, Gouvernement Estland; † 9. November 1976 in Eskilstuna, Schweden) war ein estnischer Fußballspieler und -trainer.

## Karriere
Bernhard Rein wurde in der estnischen Hauptstadt Tallinn geboren. 1913 schloss er die Schule ab. Rein nahm am estnischen Freiheitskrieg gegen Sowjetrussland (1918–1920) teil. Anschließend schloss er das Tallinner Technikum ab. Ab 1914 spielte er Fußball.
Rein begann im Jahr 1921 seine Karriere in Tallinn beim SK Tallinna Sport, mit dem er fünf Mal in den 1920er Jahren Estnischer Meister wurde. Beim SK spielte der Stopper bis 1926. Ein weiterer Landesmeistertitel folgte bei seiner zweiten Station dem Tallinna JK, wo er von 1927 bis 1931 spielte.
Im August 1922 debütierte Rein für die Estnische Nationalmannschaft gegen Finnland in Helsinki. Bereits nach der 15. Spielminute wurde Rein während des Debüts in der Auswahl Estlands gegen Harald Kaarman ausgewechselt.
Im Jahr 1924 nahm er an den Fußballwettbewerben der Olympischen Sommerspiele in Paris teil. Des Weiteren spielte Rein im Baltic Cup; 1928 und 1930.
1931 absolvierte Rein gegen Lettland das letzte von insgesamt 27 Länderspielen. In seiner torlosen Länderspielkarriere war Rein 19 Mal Kapitän der estnischen Fußballnationalmannschaft.
1937/1938 fungierte Rein in 16 Länderspielen als Nationaltrainer des baltischen Staates. Er beendete seine Trainerlaufbahn mit dem Gewinn des Baltic Cups 1938.
Mit der sowjetischen Besetzung Estlands emigrierte Rein 1944 nach Schweden.

## Erfolge
- Estnischer Meister: 1921, 1922, 1924, 1925, 1927, 1928
- Baltic Cup: 1938